# Chlorophorus furtivus
Chlorophorus furtivus là một loài bọ cánh cứng trong họ Cerambycidae.